# Deutsche Gesellschaft für Innere Medizin
Die Deutsche Gesellschaft für Innere Medizin e. V. (DGIM) ist eine medizinisch-wissenschaftliche Fachgesellschaft für Internisten. Sie wurde 1882 als Congress für Innere Medicin gegründet.

## Beschreibung
Als gemeinnütziger Verein mit über 29.000 Mitgliedern verfolgt die Gesellschaft die ausschließliche und unmittelbare Förderung von Wissenschaft und Forschung auf dem gesamten Gebiet der Inneren Medizin und ihrer Entwicklung als angewandte Heilkunde. Im Vordergrund steht neben der Integration der Spezialgebiete der Inneren Medizin die Pflege der Beziehungen zu den wissenschaftlichen Schwerpunktgesellschaften. Die ordentliche Mitgliedschaft in der DGIM e. V. kann jeder in Deutschland oder im Ausland approbierte Arzt beantragen, der auf dem Gebiet der Inneren Medizin tätig ist. In die Satzung der DGIM wurde mit § 4 die Korporative Mitgliedschaft von Firmen der forschenden Industrie und Geräteherstellern aufgenommen.
Die DGIM arbeitet im Bereich der Berufspolitik sowie der Fortbildung eng mit dem Berufsverband Deutscher Internisten (BDI) zusammen. Sie ist Mitglied der Arbeitsgemeinschaft der Wissenschaftlichen Medizinischen Fachgesellschaften (AWMF). Die neuesten Forschungsergebnisse der Schwerpunkte, wie auch allgemeinmedizinische Themen, werden alljährlich auf dem Internistenkongress präsentiert und diskutiert.
Zu den Zielen gehört:
- Förderung des wissenschaftlichen Nachwuchses
- Sicherung der internistischen Versorgung von Patienten sowie der Transparenz von Prozessen und Abläufen in Klinik und Praxis
- Unterstützung des interdisziplinären fachlichen Austausches zu anderen medizinisch-wissenschaftlichen Fachgesellschaften und Verbänden im In- und Ausland
- Vertretung der Belange der Inneren Medizin als Wissenschaft gegenüber staatlichen und kommunalen Behörden sowie Organisationen der Selbstverwaltung
- Wahrung der Einheit der Inneren Medizin in Forschung, Klinik und Praxis

## Geschichte
Am 20. April 1882 wurde der „Congress für Innere Medicin“ in Wiesbaden gegründet. Das Organisationskomitee bestand aus den Professoren Carl Gerhardt, Ernst von Leyden, Adolf Kussmaul, Eugen Seitz sowie dem Gründungsmitglied und ersten Vorsitzenden (1882 bis 1885) des Kongresses Friedrich Theodor von Frerichs, nach welchem der von der DGIM verliehene Theodor-Frerichs-Preis benannt wurde.
187 Ärzte besuchten die 1. Eröffnungsveranstaltung im Kurhaussaal Wiesbaden. Friedrich Theodor von Frerichs war der erste Vorsitzende und Präsident des Kongresses. Er leitete den Kongress von 1882 bis 1884. Im Jahre 1920 wurde der „Congress für Innere Medicin“ in die Deutsche Gesellschaft für Innere Medizin umbenannt. Viele Juden mussten auf Druck des Vorstandes 1933 die Gesellschaft verlassen, darunter der Vorsitzende Leopold Lichtwitz. Ihm folgte im Vorsitz Alfred Schittenhelm, der für eine "Anpassung an die Diktatur in vorauseilendem Gehorsam" stand, zur Wahl der NSDAP aufrief und erfolgreich die Absetzung seines Vorgängers betrieben hatte.
Nach dem Zweiten Weltkrieg wurde 1948 der erste Internistenkongress veranstaltet. Die DGIM stiftet 1958 den Theodor-Frerichs-Preis, der alljährlich die beste vorgelegte deutsche, möglichst klinisch-experimentelle Arbeit auf dem Gebiet der Inneren Medizin auszeichnet. 1959 fand der letzte Internistenkongress beider deutscher Staaten statt. Am 5. April 1959 gründet die DGIM den Berufsverband Deutscher Internisten (BDI). Als Gegengewicht zur DGIM gründet die DDR die Deutsche Gesellschaft für Klinische Medizin am 5. Juni 1962. Die DGIM feierte 1982 das 100-jährige Jubiläum.
Der erste gesamtdeutsche Internistenkongress nach der Wiedervereinigung fand 1990 statt. Der 100. Kongress der Deutschen Gesellschaft für Innere Medizin wurde 1994 abgehalten und erstmals die Gustav-von-Bergmann-Medaille verliehen (Ehrung herausragender Wissenschaftler, die mit ihrem Lebenswerk die Innere Medizin in Deutschland entscheidend prägten). Die DGIM feierte 2007 das 125-jährige Jubiläum. 2010 fand der 100. Kongress der DGIM statt, insgesamt gab es 122 Kongresse. Die DGIM beschloss 2010 im Rahmen der Aufarbeitung ihrer nationalsozialistischen Vergangenheit, die Gustav-von-Bergmann-Medaille nicht mehr zu vergeben und durch die Leopold-Lichtwitz-Medaille zu ersetzen, die erstmals 2014 vergeben wurde. Auf ihrem Kongress 2015 zeigte die DGIM eine Ausstellung zu ihrer Geschichte in der Zeit des Nationalsozialismus. 2018 erschien eine an den Universitäten Bonn und Münster erarbeitete Studie zur Geschichte der DGIM von 1933 bis 1970. Seit 2020 erinnert die DGIM an ihre während des Nationalsozialismus verfolgten Mitglieder auf einer Website; auch Opfer von Medizinverbrechen und Täter werden dort benannt.

## Preise
Die DGIM vergibt folgende Preise:
- Die Theodor-Frerichs-Preis für die beste vorgelegte, möglichst klinisch-experimentelle Arbeit auf dem Gebiet der Inneren Medizin (Preisgeld: 30.000 Euro).
- Den Präventionspreis (in Kooperation mit der Deutschen Stiftung Innere Medizin) für die beste aus dem deutschsprachigen Raum vorgelegte Arbeit in deutscher oder englischer Sprache auf dem Gebiet der Primär- und Sekundärprävention innerer Erkrankungen (Preisgeld: 10.000 Euro).[6]
- Die Leopold-Lichtwitz-Medaille zeichnet „Personen aus, die sich durch ihre Arbeit und ihren Einsatz für die Interessen der Inneren Medizin und der DGIM in außergewöhnlichem Maße hervorgetan haben.“ Sie ersetzt seit 2013 die von 1996 bis 2010 verliehene Gustav-von-Bergmann-Medaille, der an der Berliner Charité 1933 diskussionslos in der Fakultät umsetzte, dass 1933 alle Juden entlassen wurden.
- Der Young Investigator Award für die besten Abstracts von Erstautoren unter 35 Jahren aus den internistischen Schwerpunkten, der Intensiv- und Notfallmedizin, der Infektiologie, der Geriatrie und der Epidemiologie (Preisgeld: 3.000, 2.000 und 1.000 Euro).[7]
- Der Peter-Müller-Kreativpreis Medizin,[8] verliehen an Organisationen und Unternehmen mit Innovationen im Bereich der Digitalisierung der Medizin
- Die Medienpreise der DGIM werden seit 2019 verliehen und zeichnet herausragende mediale Berichterstattung zu Themen der Inneren Medizin aus.[9]
- Ehrenmitglieder können jene Personen werden, die sich über ihre eigenen Interessen, mitunter auch über das eigene Berufsfeld hinaus, für die Belange der Fachgesellschaft und das gesamte Gebiet der Inneren Medizin eingesetzt haben bzw. sich noch einsetzen.[10]

## Förderprogramme
Ein besonderes Anliegen ist der DGIM die Förderung des internistischen Nachwuchses. Mit verschiedenen, teils hoch dotierten, wissenschaftlichen Preisen und Stipendien schafft die Fachgesellschaft Anreize für den wissenschaftlichen Nachwuchs, sich in der Inneren Medizin und insbesondere in der internistischen Forschung zu engagieren.
- Akademie der Führungskräfte in der Inneren Medizin[11]
- Dömling Autumn School für Nachwuchs-Internisten[12]
- Roland Müller Autorenakademie[13]
- ESIM-Stipendien[14]
- Intensivkurs-Stipendien[15]
- Peter Scriba-Promotionsstipendien[16]
- Clinician Scientist Programm[17]
- Advanced Clinician Scientist Programm[18]
- Mentorenprogramm[19]
- Flexibles Forschungs-Brückenstipendium[20]

## Kommissionen, Arbeitsgruppen und Task Forces
Die ständigen Kommissionen, Arbeitsgruppen und Task Forces unterstützen Vorstand und Ausschuss der DGIM in der Erfüllung ihrer wissenschaftlichen, wissenschaftspolitischen und berufspolitischen Aufgaben. Sie erarbeiten Stellungnahmen, Resolutionen oder Positionspapiere zu spezifischen Themen. Die Ergebnisse veröffentlicht die Fachgesellschaft in ihren eigenen Publikationen.
- Kommission Arzneimitteltherapiemanagement und Arzneimitteltherapiesicherheit
- Kommission Aus- und Weiterbildung
- Konsensus Kommission Klug entscheiden
- Kommission Leitlinien
- Kommission Digitale Transformation in der Medizin
- Kommission Programmkommission
- Kommission Struktur der Krankenversorgung
- Kommission Wissenschafts- und Nachwuchsförderung
- Task Force Infektiologie
- Arbeitsgruppe Alumni
- Arbeitsgruppe Hausärztliche Internisten
- Arbeitsgruppe IQWiG, G-BA
- Arbeitsgruppe JUNGE DGIM
- Arbeitsgruppe Transition
- Arbeitsgruppe Gesundheit und Klima

## Internistenkongress
Die DGIM richtet jährlich den Kongress der Deutschen Gesellschaft für Innere Medizin in den Rhein-Main-Hallen in Wiesbaden aus. Während der Jahrestagung der DGIM bilden sich Internisten vier Tage lang in der gesamten Inneren Medizin und allen Schwerpunkten fort. Aufgrund des Neubaus der Rhein-Main-Hallen hielt die DGIM ihren Kongress bis einschließlich 2018 im Congress Center Rosengarten in Mannheim ab. 2019 kehrte der Internistenkongress nach Wiesbaden zurück. Nachdem pandemiebedingten Ausfall des 126. Internistenkongresses im Jahr 2020 veranstaltete die DGIM den Kongress im Jahr 2021 erstmals als vollständig digitalen Kongress. Seitdem findet der Kongress im hybriden Format statt.
Vom DGIM als Experten benannte Personen referieren in Vorträgen und Symposien über aktuelle medizinische Erkenntnisse und diskutieren Fragen der Gesundheitspolitik. In Plenarvorträgen thematisieren Persönlichkeiten aus Medizin, Wissenschaft, Gesellschaft oder Politik brisante Themen der Zeit. Parallel zum Vortragsprogramm finden praktische Kurse und interaktive Falldiskussionen statt. Der Internistenkongress bietet auch dem Nachwuchs eine Plattform. In Postersitzungen haben junge Wissenschaftler die Möglichkeit, ihre Forschungsergebnisse der Fachöffentlichkeit vorzustellen. Eine große Fachausstellung rundet das Kongressangebot ab. Die Industrie nutzt die Jahrestagung um ihre Neuheiten zu präsentieren. Außerdem lädt sie zu Satellitensymposien ein. Im Rahmen der Continuing Medical Education (CME) können Ärzte mit dem Kongressbesuch Fortbildungspunkte erwerben.

## Publikationen der Gesellschaft
- Friedrich Theodor Frerichs (1819–1885) – Leben und hepatologisches Werk, ISBN 978-3-925481-99-4.
- Von Aurich nach Berlin – Leben und Werk von Friedrich Theodor Frerichs, ISBN 978-3-95466-472-6.
- 100 Jahre Kongress- und Tagungsgeschichte der Deutschen Gesellschaft für Innere Medizin, ISBN 978-3-95466-530-3.
- Internisten in Diktatur und junger Demokratie. Die Deutsche Gesellschaft für Innere Medizin 1933-1970, ISBN 978-3-95466-373-6.
- Wiesbaden als Curort, 5. Auflage, ISBN 978-0-364-68396-5.
- DGIM – Die Reden der Vorsitzenden 1982 – 2010, ISBN 978-3-13-104582-9.
- Für die Einheit der Inneren Medizin – 125 Jahre Deutsche Gesellschaft für Innere Medizin e. V., ISBN 978-3-00-021148-5.
- Innere Medizin im Wandel der Zeit – Aus den Eröffnungsreden der Internistenkongresse 1882-1961, ISBN 978-3-89935-247-4.
- 125 Jahre Deutsche Gesellschaft für Innere Medizin e. V. – Die Einheit der Inneren Medizin, DVD.
- Die Deutsche Gesellschaft für Innere Medizin in der NS-Zeit, ISBN 978-3-00-049197-9
- 125 Jahre Internistenkongresse, ISBN 978-3-89935-239-9
- Der Kongress und seine Stadt: Die Internisten und Wiesbaden, ISBN 978-3-95466-804-5

## Publikationsorgan
- Die Innere Medizin